# Juris Tone
Juris Tone –en ruso, Юрис Тоне– (Riga, URSS, 26 de mayo de 1961) es un deportista letón que compitió para la URSS en bobsleigh en las modalidades doble y cuádruple.
Participó en tres Juegos Olímpicos de Invierno, entre los años 1988 y 1994, obteniendo una medalla de bronce en Calgary 1988, en la prueba cuádruple (junto con Jānis Ķipurs, Guntis Osis, y Vladimir Kozlov). Ganó una medalla de plata en el Campeonato Europeo de Bobsleigh de 1990.

## Palmarés internacional
| Representando a la URSS |                  |                   |           |
| Juegos Olímpicos        |                  |                   |           |
| Año                     | Lugar            | Medalla           | Prueba    |
| 1988                    | Calgary (Canadá) | Medalla de bronce | Cuádruple |
| Campeonato Europeo      |                  |                   |           |
| Año                     | Lugar            | Medalla           | Prueba    |
| 1990                    | Igls (Austria)   | Medalla de plata  | Doble     |